# Jayson Granger
Jayson Antonie Granger Amodio (* 15. September 1989 in Montevideo) ist ein uruguayischer Basketballspieler. Er verfügt auch über die Staatsangehörigkeit Italiens.

## Werdegang
Grangers aus dem US-Bundesstaat New Jersey stammender Vater Jeff spielte bis 1979 in seinem Heimatland Basketball an der East Texas State University und war dort Mannschaftskamerad seines Bruders Nate. Jeff Granger ging als Basketballprofi nach Uruguay, nahm die Staatsbürgerschaft des Landes an und wurde Nationalspieler. Jayson Grangers italienischstämmige Mutter Silvia Amodio war Langstreckenläuferin.
Er spielte in der Nachwuchsabteilung des Club Atlético Cordón und wechselte 2006 nach Madrid. In der Saison 2006/07 bestritt Granger fünf Spiele für die Mannschaft MMT Estudiantes in der Liga EBA, 2007/08 kamen 18 weitere Einsätze hinzu. Neben den Spielen für die Ausbildungsmannschaft des Erstligisten CB Estudiantes gab der Uruguayer im Laufe der Saison 2007/08 seinen Einstand in der Liga ACB. Er blieb bis 2013 bei Estudiantes und entwickelte sich zum Leistungsträger.
2013 wechselte er innerhalb der Liga ACB zu Unicaja Málaga und spielte bis 2015 für die Mannschaft. In Málagas Farben gab er seinen Einstand im wichtigsten europäischen Vereinswettbewerb, EuroLeague. Von 2015 bis 2017 stand Granger bei Anadolu Efes SK in der Türkei unter Vertrag, wurde 2016 türkischer Vizemeister. 2017 kehrte er nach Spanien zurück und gehörte bis 2020 der Mannschaft Saski Baskonia an. 2018 und 2019 wurde er spanischer Vizemeister.
Im August 2020 wurde der Uruguayer vom deutschen Bundesligisten Alba Berlin verpflichtet. Mit den Hauptstädtern wurde Granger im Spieljahr 2020/21 unter Trainer Aíto García Reneses deutscher Meister und als bester Spieler der Endspielserie ausgezeichnet. Im Sommer 2021 wurde er erneut von Saski Baskonia verpflichtet, 2022 ging er zu Reyer Venezia Mestre in die italienische Serie A weiter.
Im Juli 2023 gab der Club Atlético Peñarol Grangers Verpflichtung bekannt. Er kehrte im Sommer 2024 zum mittlerweile in der zweiten spanischen Liga antretenden CB Estudiantes zurück.

### Nationalmannschaft
Granger war Jugendnationalspieler Uruguays: 2005 gewann er die Silbermedaille bei der U16-Südamerikameisterschaft und 2006 bei der U18-Südamerikameisterschaft. Beim Turnier 2006 erzielte er 26,6 Punkte je Begegnung. Als Mitglied der uruguayischen A-Nationalmannschaft errang er 2012 die Bronzemedaille bei der Südamerikameisterschaft.